# Hugbert bajor herceg
Hugbert, más írásmódban Hukbert Agilolfing-házi bajor herceg 724 és 735 között. Theudebert herceg és Regintrud hercegné fia.
Apja korai halála trónörökösösési vitákhoz vezetett. Martell Károly megpróbálta kiterjeszteni befolyását a független hercegség felett. Hugbert ezután jobbnak látta, ha lemond kisebb területekről, és a országát IV. Theuderich meroving király törvénykezése alá helyezi. 
Hugbert folytatta elődje törekvését a független bajor egyház megteremtésére. Szent Bonifáccal keresztény hitre téríttette országát, majd a pápa visszahívta Korbinian püspököt Freising városából.

## Lásd még
- Bajorország uralkodóinak listája

## Fordítás
- Ez a szócikk részben vagy egészben  a   Hugbert of Bavaria című angol Wikipédia-szócikk ezen változatának fordításán alapul.  Az eredeti cikk szerkesztőit annak laptörténete sorolja fel. Ez a jelzés csupán a megfogalmazás eredetét és a szerzői jogokat jelzi, nem szolgál a cikkben szereplő információk forrásmegjelöléseként.